# سن مناحيم
سن مناحيم (بالعبرية: סאן מנחם‏) هو لاعب كرة قدم إسرائيلي، ولد في 7 سبتمبر 1993 في تل أبيب في إسرائيل. لعب مع مكابي حيفا.

## وصلات خارجية
- سن مناحيم على موقع الاتحاد الأوربي (الإنجليزية)
- سن مناحيم على موقع قاعدة بيانات كرة القدم.إي يو (الإنجليزية)
- سن مناحيم على موقع ناشيونال فوتبول تيمز (الإنجليزية)
- سن مناحيم على موقع Soccerway.com (الإنجليزية)
- سن مناحيم على موقع عالم كرة القدم.نت (الإنجليزية)